# المعالجة الإشعاعية الموجهة بالصور
المعالجة الإشعاعية الموجهة بالصور (بالإنجليزية: Image-guided radiation therapy)‏ هي عملية التصوير المعتادة ثنائية الأبعاد أو ثلاثية الأبعاد، خلال مسار المعالجة الإشعاعية، تُستخدم لتوجيه المعالجة الإشعاعية باستخدام إحداثيات التصوير لخطة المعالجة الإشعاعية الحالية. يُوضع المريض في غرفة المعالجة بنفس الوضعية المخطط لها من قبل مجموعة بيانات التصوير المرجعية. وتتضمن أمثلة المعالجة الإشعاعية الموجهة بالصور تموضع مجموعة بيانات التصوير المقطعي المحوسب بتقنية الشعاع المخروطي (سي بي سي تي) مع مجموعة بيانات التصوير المقطعي المحوسب  التخطيطي من التخطيط. تشمل أيضًا صور أشعة لسطحٍ مستوٍ متناظرٍ بالكيلو فولت (kV) أو صور بالميغا فولت (MV) مع التصوير الشعاعي الرقمي المعاد تشكيله من التصوير المقطعي المحوسب التخطيطي. تشكل هاتان الطريقتان الجزء الأكبر من استراتيجيات المعالجة الإشعاعية الموجهة بالصور المعمول بها حاليًا منذ حوالي عام 2013.
تكون هذه العملية مختلفةً عن استخدام التصوير لتحديد الأهداف والأعضاء في عملية التخطيط للمعالجة الإشعاعية. وبكل الأحوال، توجد بشكلٍ واضحٍ علاقةٌ بين عمليات التصويرظ إذ تعتمد المعالجة الإشعاعية الموجهة بالصور على وسائل تصوير من التخطيط كإحداثيات مرجعية لموضع المريض. تُستخدم تقنيات التصوير الطبية المتنوعة في التخطيط، إذ تشمل التصوير المقطعي المحوسب (سي تي)، والتصوير بالرنين المغناطيسي (إم آر آي)، والتصوير المقطعي بالإصدار البوزيتروني (بّي إي تي) وغيرها. تحسنت دقة المعالجة الإشعاعية الموجهة بالصور بشكلٍ ملحوظٍ عندما استُخدمت تقنية  (N-localizer) بالربط مع تقنيات التصوير الطبي هذه. ونظرًا إلى تقدم تقنيات التصوير، وبالاشتراك مع الفهم المتزايد لبيولوجيا البشر على المستوى الجزيئي، يستمر تطور تأثير المعالجة الإشعاعية الموجهة بالصور على المعالجة الإشعاعية.

## أهدافها وفوائدها السريرية
تهدف عملية المعالجة الإشعاعية الموجهة بالصور إلى تطوير دقة توظيف مجال الإشعاع، وتخفيض تعرّض النسيج السليم خلال المعالجات الإشعاعية. في السنوات الماضية، استُخدمت هوامش حجم هدف التخطيط (بّي تي في) بشكلٍ أكبر لتعويض التموضع الخاطئ خلال المعالحة. أدى هذا إلى تلقي نسج البشر السليمة لجرعاتٍ غير ضروريةٍ من الإشعاع خلال المعالجة. تُعد هوامش حجم هدف التخطيط الطريقة الأكثر استخدامًا لحساب الشكوك الهندسية. ومن خلال تطور الدقة عبر المعالجة الإشعاعية الموجهة بالصور، خُفّض إشعاع النسج السليمة المحيطة، ما سمح بزيادة الإشعاع للورم من أجل السيطرة عليه.
توظِّف حاليًا تقنيات معالجة إشعاعية محددة عملية المعالجة الإشعاعية منظمة الكثافة (أي إم أر تي). يستخدم هذا الشكل من المعالجة الإشعاعية الحواسيب والمعالجات الخطية لنحت خريطة جرعة إشعاعٍ ثلاثية الأبعاد، وخاصّةً الخصائص الحركية والشكلية وموقع الهدف. يجب أن تُجمع معلوماتٌ مفصلةٌ عن مواقع الورم بسبب مستوى الدقة المطلوبة للمعالجة الإشعاعية منظمة الكثافة. يعد تخفيض هوامش حجم هدف التخطيط حول الموقع المجال الوحيد الأكثر أهميةً وابتكارًا في الممارسة السريرية. تكون القدرة على زيادة تجنب النسج السليمة (وبهذا من المحتمل توظيف استراتيجيات تصاعدية للجرعة) نتيجةً ثانويةً مباشرةً لقدرة تنفيذ المعالجة مع أكبر قدر من الدقة
حديثًا، تتيح تقنيات المعالجة المتقدمة مثل المعالجة الإشعاعية بالجسيمات المشحونة والبروتونات دقةً أفضل عند تطبيق الأشعة وانتشار أوسع الجرعة الفعالة. في هذه الأيام، أضافت هذه الإمكانات تحدياتٍ جديدةً للمعالجة الإشعاعية الموجهة بالصور، بما يتعلق بالمتانة والدقة المطلوبة. ولذلك تكون الطرق المناسبة موضوعًا للأبحاث المكثفة.
تزيد المعالجة الإشعاعية الموجهة بالصور كمية البيانات المجموعة طوال المسار العلاجي. مع مرور وقت مسار العلاج، سواء لفردٍ أو عددٍ من المرضى، ستسمح هذه المعلومات بالتقييم المستمر والتحسين الأفضل لتقنيات المعالجة. تتجلى الفائدة السريرية للمريض بالقدرة على المراقبة والتكيف مع التغيرات التي قد تحدث خلال مسار المعالجة الإشعاعية. يمكن أن تتضمن العديد من التغيرات تقلصَ الورم أو توسعه، أو التغيرات الشكلية للورم والعناصر التشريحية المحيطة.

## الأساس المنطقي
تعد المعالجة الإشعاعية معالجةً موضعيةً صُممت لمعالجة الورم المحدد وتقليل تلقي النسج السليمة المحيطة لجرعاتٍ فوق الجرعات المحتملة المحددة. توجد عدة عوامل يمكن أن تساهم بالتغييرات بين انتشار الجرعة المخطط لها وانتشار الجرعة الموجهة. إحدى هذه العوامل هو اشتباه وضعية المريض في وحدة المعالجة. تعد المعالجة الإشعاعية الموجهة بالصور جزءًا من خطوات المعالجة الإشعاعية التي تضمن تلقي إحداثيات التصوير من خطة المعالجة للتأكد من محاذاة المريض كما ينبغي في غرفة المعالجة.
يمكن لمعلومات التموضع المزودة من قبل المعالجة الإشعاعية الموجهة بالصور أن تُستخدم لتسهيل استراتيجيات تخطيط المعالجة المتينة وتتيح نمذجة المريض، التي هي خارج نطاق هذا المقال.

## التصوير لتوجيه المعالجة

### الكشف الفلوري
الكشف الفلوري هو تقنيةٌ تصويريةٌ تستخدم المنظار التألقي، بالتنسيق مع جهاز التقاط الصور أو الشاشة لإنشاء صورٍ فوريةٍ للبنى الداخلية للمريض.

### الصورة السينية الرقمية
تُستخدم عادةً معدات الصور السينية الرقمية في إطار جهاز المعالجة الإشعاعية لتصوير البنى التشريحية الداخلية للمريض قبل المعالجة أو أثناءها، وتمكِن مقارنتها لاحقًا مع مجموعة التصوير المقطعي المحوسب التخطيطي. يشيع استخدام مشاهد متعامدة لمحورين من الصور الشعاعية، بغرض تأمين وسائل عالية الدقة للتأكد من موضع المريض.

### التصوير المقطعي المحوسب
هو إحدى طرق التصوير الطبي المستخدمة للتصوير الشعاعي المقطعي، إذ تُستخدم المعالجة الهندسية الرقمية لتوليد صورةٍ ثلاثية الأبعاد للبنى الداخلية لشيءٍ ما عبر سلاسل كبيرة من الصور السينية ثنائية الأبعاد تُلتقط حول محور ثابت للدوران. ينتج التصوير المقطعي المحوسب كمية من البيانات -التي يمكن استخدامها- عبر عملية تدعى «تشكيل النوافذ»، من أجل توضيح بنى متنوعة بالاعتماد على قدرتها بتقليل أو منع انتقال الأشعة السينية المشكلة.

### التصوير المقطعي المحوسب التقليدي
مع ازدياد إدراك فائدة التصوير المقطعي المحوسب عند استخدام استراتيجيات التوجيه لمطابقة موضع حجم الورم وتوظيف مجال المعالجة، صُممت العديد من الأنظمة التي وضعت جهاز التصوير المقطعي المحوسب ثنائي الأبعاد التقليدي في غرفة المعالجة إلى جانب المعالجة بالمعالجات الخطية. تتجلى فائدتها بتزويد السي تي التقليدي بقياس دقيق لتوهين الورم، الذي يعد مهمًا لحساب الجرعة (مثل نظام سي تي أون ريلز).

### المخروط الشعاعي
أُدخل التصوير المقطعي المحوسب بتقنية الشعاع المخروطي (سي بي سي تي) بالاعتماد على الأنظمة الموجهة للصورة إلى المعالجات الخطية الطبية لتحقيق نجاح كبير. مع التطور في تقنية الشاشة المسطحة، أصبح سي بي سي تي قادرًا على توفير التصوير الحجمي، والسماح بالمراقبة عن طريق الصور الشعاعية أو التنظير التألقي خلال إجراء المعالجة. يحصل سي بي سي تي على العديد من اللقطات فوق الحجم الكامل ذات أهمية في كل إسقاط. وباستخدام استراتيجيات إعادة التشكيل التي ابتكرها فيلدكامب، يُعاد تشكيل الصور ثنائية الاتجاه، فتصبح بسعات ثلاثية الأبعاد مشابهة لمجموعة بيانات التصوير الطبقي المحوري التخطيطي.

### إم في سي تي
التصوير المقطعي المحوسب بالميغا فولت هو تقنية تصوير طبية تستخدم مجال الميغا فولت للأشعة السينية لتشكيل صورة للبنى العظمية أو البنى البديلة في الجسم. كان الدافع للتفكير الأصلي بـإم في سي تي بسبب الحاجة إلى تقديراتٍ دقيقةٍ عن الكثافة للتخطيط للعلاج. كان تموضع كلٍّ من البنى الهدف والمريض استخدامات ثانوية. رُكبت وحدة اختبار تستخدم كاشفًا خطيًا وحيدًا مكونًا من 75 بلورة من تنغستات الكادميوم على الهيكل الداعم للمعالج الخطي. أشارت نتيجة الاختبار إلى استبانةٍ مكانيةٍ بمقدار 5 مم ودقة تباين بمقدار 5% عند استخدام هذه الطريقة. بينما يتضمن أسلوب آخر إدخال النظام مباشرةً  إلى إم إل إيه، ما يحد من من رقم الدورات إلى رقم باهظ للاستخدام المتكرر.